# Djursjukvårdare
Djursjukvårdare var tidigare ett yrke inom djursjukvård men har numera ersatts av legitimerad djursjukskötare och djurvårdare.
Djursjukvårdaren assisterar ofta veterinären, men utför också flertalet arbetsuppgifter självständigt på djursjukhus, djurkliniker och veterinärmottagningar, till exempel att söva djur, passa narkos, röntga, ta blodprov, utföra sårvård, ge telefonrådgivning mm.

## Djursjukvårdare i Sverige
Vid Sveriges lantbruksuniversitet (SLU) i Skara har en högskoleutbildning funnits sedan 1984 (Djursjukvårdarlinjen, ettårig). Från 1998 blev den tvåårig och bytte namn till Djursjukvårdarprogrammet (80p). År 2009 bytte den namn till kandidatprogrammet Djursjukskötarprogrammet (180 hp). 
Från årsskiftet 2009/2010 inträdde en ny lag som innebär att man behöver legitimation eller godkännande för arbetsgrupper som arbetar med djurvård. Titeln djursjukvårdare försvinner och den skyddade yrkestiteln blir då legitimerad djursjukskötare. Bakgrunden till lagen syftar på att säkerställa kvalitén på djurvården och öka djurskyddet vid olika behandlingar. I samband med den nya lagen kom även titeln djurvårdare. Djurvårdare ingår inte i gruppen djurhälsopersonal. 
Riksföreningen Anställda Inom Djursjukvården (RAID) är djursjukvårdarnas egen intresseorganisation och har över 1000 medlemmar.